# Uljanowka (obwód leningradzki)
Uljanowka – osiedle typu miejskiego w Rosji, w obwodzie leningradzkim. W 2010 roku liczyło 11 601 mieszkańców.
Znajduje tu się stacja kolejowa Sablino, położona na linii Petersburg – Moskwa.